# أرشيبالد كامبل (سياسي كندي، مواليد 1845)
أرشيبالد كامبل (بالإنجليزية: Archibald Campbell)‏ هو سياسي كندي، ولد في 27 أبريل 1845، وتوفي في 5 يناير 1913. نشط حزبياً في الحزب الليبرالي الكندي. وقد انتخب عضو مجلس الشيوخ الكندي وانتخب عضو مجلس العموم الكندي عن دائرة Kent (Ontario federal electoral district) ‏ (22 فبراير 1887 – 7 نوفمبر 1900).